# Henrik Røa
Henrik Røa, född 5 augusti 1995, är en norsk utförsåkare som representerar IL Heming.
Han tävlar i samtliga grenar.

## Karriär

### Kontinentalcuper

#### Europacupen
Han debuterade i Europacupen i november 2013 vid tävlingar i Levi.
Hans främsta placering är vinst i störtlopp i Saalbach 2018.
| Säsong | Plats    | Disciplin | Placering | Detaljer |
| ------ | -------- | --------- | --------- | -------- |
| 2017   | Saalbach | Störtlopp | 1         | Resultat |

#### Nor-Am Cup
Han debuterade i Nor-Am Cup i december 2014 vid tävlingar i Panorama, BC.
Hans främsta placering är vinst i storslalom vid samma tävlingar.
| Säsong | Plats        | Disciplin | Placering | Detaljer |
| ------ | ------------ | --------- | --------- | -------- |
| 2015   | Panorama, BC | Störtlopp | 1         | Resultat |

#### Australia New Zealand Cup
Han debuterade i Australia New Zealand Cup i augusti 2014 vid tävlingar i Coronet Peak, Nya Zeeland.
Hans främsta placering är 27:a plats i slalom vid samma tävlingar.